# Ouargaye (Toéni)
Pour les articles homonymes, voir Ouargaye.
Ouargaye est un village du département et la commune rurale de Toéni, situé dans la province du Sourou et la région de la Boucle du Mouhoun au Burkina Faso.

## Géographie

### Démographie
- En 2003, le village comptait 300 habitants estimés[2].
- En 2006, le village comptait 319 habitants recensés[1].

## Santé et éducation
Le village possède une école primaire publique.